# Цирк Петра Крутікова (Київ)
Цирк Петра Крутікова або Гіппо-палас — двоповерховий кінний цирк, розважальний центр в місті Києві, першим володарем якого був Петро Крутіков на початку XX століття.
Був знищений 1941 року.

## Дещо про Петра Крутікова
Петро Крутіков народився в Києві 4 квітня 1860 р. Його батьком був генерал-майор Сильвестр Федорович Крутіков. Родина мешкала на Липках. Походив з дворянського стану. Закінчив гімназію Павла Галагана. По закінченні гімназії навчався в Київському університеті Св. Володимира. Первісно був чиновником канцелярії київського генерал-губернатора. Доволі незалежний у рішеннях і поведінці Петро Крутіков дозволив собі відставку та усамітнювався в родинній садибі, де дресував улюбленців-коней. Згодом він стане володарем кінного цирку «Гіппо-палас», котрий вибудують на його кошти.
Петро Крутіков не прийняв переворот більшовиків і хаос більшовицьких перетворень. 1919 р. він емігрував до Італії, подальша доля невідома.

## Історія побудови
Володарем кінного цирку в місті Київ був пан Крутіков Петро Сільвестрович. Наприкінці XIX ст. постало питання про побудову постійного приміщення для цирку. Первісно планували створити приміщення для цирку коштом міста або залучити приватні капітали. Володар цирку придбав за 100 000 карбованців земельну ділянку неподалік вулиці Хрещатик, що перебільшувало первісний кошторис у 60000, котрий планували витратити на будівництво.
Розважальні та театральні споруди в приватній власності не були новиною в Російській імперії. Володарі значних кріпацьких господарств засновували та утримували кріпацькі театри, котрі швидко приносили чисті грошові прибутки (окрім продажу сільгосппродукції). Сам кріпацький театр тривалий час ставав різновидом феодальної промисловості. Окрім циркового використання, пан Крутіков передбачав модифікацію приміщення ще й під концертну залу.

## Проєкт і витрати володаря
Проєкт цирку, первісно замовлений архітекторові Владиславу Городецькому, володаря не задовольнив і не був прийнятий. Проєкт майбутнього цирку був замовлений архітекторові Едуарду Брандтману (1856-після 1926). Брандтман пройшов серйозну виучку в Петербурзькій академії мистецтв. Сам був прихильником еклектики, про що свідчили будинки за його проєктами в історичних стилях.
Окрім еклектики, архітектор пробував власні сили й в стилістиці модного модерну. Він автор особняка Аршавського в стилі модерн, вибудованого в місті Київ на вул. Лютеранській дещо пізніше.
Розбудова цирку Крутікова закінчена 1903 року та коштувала володареві 325 000 карбованців, що значно перебільшувало фінансову спроможність володаря. Він витратив всі гроші, що успадкував у батька та був вимушений продати власний маєток.
Цирк Крутікова було відкрито для відвідин 23 листопада 1903 року.

## Архітектурні особливості
Цирк Петра Крутікова став одною з перших споруд у відверто яскравій стилістиці модерну в Києві. Едуард Брандтман широко використав залізобетон, скло, декор, притаманний модерну. Використані завеликі архітектурні об'єми. Головний фасад споруди прикрасила широка тричастинна арка-вікно, що стала архітектурною домінантою двоповерхової споруди при стриманості наріжного декору, що контрастував з безліччю дрібних архітектурних деталей сусідніх будинків.
Споруда мала низку нововведень, серед них опалення парою та гардероб, освітлення електрикою та через скляний купол. Циркова зала вміщала 2000 глядачів, що зробило її найбільшою концертною залою тогочасного Києва. Це був один з перших двоповерхових цирків тодішньої Європи.
В приміщенні цирку Петра Крутікова виступали окрім циркових акторів оперні співаки Федір Шаляпін, Леонід Собінов, літератори — Олександр Купрін, французький актор і сценарист Макс Ліндер, цирковий актор Володимир Дуров та ін. Власні лекції в залі цирку Крутікова читав відомий театральний режисер Всеволод Мейєрхольд.

## Історія в XX столітті

Цирк Петра Крутікова (Київ). фото не пізніше 1930 р.

Споруду цирку Петра Крутікова не обійшли та політичні події. Так, 29 квітня 1918 року тут відбулись збори «Хліборобського Конгресу». Прибуло близько 6000 депутатів, але навіть найбільша зала Києва не мала можливості вмістити таку кількість. Більша частина депутатів розмістилася на вулиці. Серед рішень зборів — обрання гетьманом України Павла Скоропадського.
За часів СРСР споруда цирку була націоналізована і проіснувала до 1941 року.
Під час нацистської окупації з Києва у вересні 1941 року споруда цирку була висаджена в повітря диверсійними загонами НКВС, як і низка інших споруд центральної частини міста.
У повоєнний період порожня земельна ділянка була забудована широкоформатним кінотеатром «Україна».
Існує міська легенда, що на вулиці поруч із будівлею колишнього кінотеатру, де раніше розташовувався кінний цирк, вночі іноді можна побачити білих коней зі слідами крові. Вважається, що до тварин під час роботи цирку погано ставились, через що вони в подальшому з'являлись на цьому місці у вигляді привидів.